# Канзафарово
Канзафа́рово (рос. Канзафарово, башк. Ҡәнзәфәр) — присілок у складі Зілаїрського району Башкортостану, Росія. Входить до складу Канзафаровської сільської ради.
Населення — 45 осіб (2010; 63 в 2002).
Національний склад:
- башкири — 100%